# Pogrom na sikhach z 1984 roku
Pogrom na sikhach z 1984 roku – masakra w Indiach  dokonana pomiędzy 31 października  a 3 listopada  1984 roku, przede wszystkim w Delhi w reakcji na zabicie przez sikhijskich ochroniarzy premier Indii Indiry Gandhi; policję oskarżano potem o niechronienie obywateli, zginęło 2700 osób,  domy opuściło dwadzieścia tysięcy uciekając przed podpaleniami, mordami, gwałtami.

## Przedstawione w kulturze
- W filmie pokazano te zdarzenia m.in.  w nagrodzonym National Film Award Amu z 2005 roku w oparciu o powieść Shonali Bose, z Konkoną Sen Sharmą w roli głównej
- w książce opisano w Maja. Historia pewnej Hinduski Nirmali Murthy.